# 一迅社
株式会社一迅社（いちじんしゃ、英: ICHIJINSHA Inc.）は、日本の出版社。講談社を中心とした音羽グループに属する。
主に漫画雑誌・単行本、女性向け小説、ゲーム・アニメ関連の書籍の発行を手がけている。
社名の由来は前身となった社名の「一賽舎」と「スタジオDNA（DNA ＝ 遺伝子 ＝ ジーン（gene）。いちじーんしゃ-いちじんしゃ）」。

## 沿革

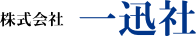
旧ロゴ（ - 2024年）

- 1992年（平成4年）8月 - 原田修が杉並区にて有限会社スタジオディー・エヌ・エー（以下、スタジオDNA）を設立。
  - 初期はコミック誌やゲーム誌の外注編集を主業務とし、『月刊少年ギャグ王』（スクウェア・エニックス）や「火の玉ゲームコミック」シリーズ（光文社）などを請け負っていた。
- 1998年（平成10年）1月 - スタジオDNAは株式会社へ組織変更。自社での出版活動を開始。
  - DNAメディアコミックスでのゲームアンソロジーコミック刊行が中心だったが、『COMIC零式』（シュベール出版）などの外注編集も行っていた。
- 2001年（平成13年）12月 - 杉野庸介が新宿区にて株式会社一賽舎設立。
  - 設立の経緯はエニックスお家騒動を参照。
- 2002年（平成14年）3月 - 『月刊コミックZERO-SUM』創刊。
- 2005年（平成17年）
  - 3月1日 - 一賽舎と合併。スタジオDNAを存続会社とし、商号を株式会社一迅社に変更。
  - 7月 - ガールズラブ専門誌『コミック百合姫』創刊。
  - 12月9日 - 少年向けコミック誌『月刊ComicREX』創刊。
- 2006年（平成18年）9月 - 4コマ漫画雑誌『まんが4コマKINGSぱれっと』創刊。
- 2008年（平成20年）
  - 5月20日 - 少年向けライトノベル系文庫レーベル「一迅社文庫」創刊。文学賞「一迅社文庫大賞」第1回募集開始。
  - 7月19日 - 少女向けライトノベル系文庫レーベル「一迅社文庫アイリス」創刊。
- 2010年（平成22年）7月 - アキバカルチャーマガジン『Febri』創刊。
- 2011年（平成23年）5月 - 「ゼロサムオンライン」開設。
- 2013年（平成25年）11月 - ボーイズラブコミック誌『gateau』創刊。
- 2015年（平成27年）
  - 5月 - 女性向けラブロマンス小説レーベル「メリッサ」創刊。
  - 11月 - 女性向け小説レーベル「アイリスNEO」創刊。
  - 11月 - 「comic POOL」スタート。
- 2016年（平成28年）
  - 5月 - 女性向けラブロマンス小説レーベル「メリッサ文庫」創刊。
  - 11月 - 講談社の完全子会社となる[2][3][4]。
- 2017年（平成29年）2月 - BL小説レーベル「ロワ・ノベルズ」創刊。
- 2018年（平成30年）
  - 6月 -  キャラ文芸レーベル「メゾン文庫」創刊。
  - 10月25日 - 代表取締役社長に元・『週刊少年マガジン』編集長の野内雅宏が就任[5]。
- 2019年（令和元年）
  - 8月  - ティーンズラブアンソロジーコミックレーベル「ベビードールCOMICS」を創刊。
  - 12月  - ティーンズラブ漫画レーベル「LOVEBITES」を創刊
- 2020年（令和2年）3月  - ライトノベル系ノベルスレーベル「一迅社ノベルス」創刊。
- 2021年（令和3年）
  - 3月  - Webメディア「Web Febri」をスタート
  - 10月  - 海外の人気作を翻訳・ローカライズして出版を行うレーベル「カラフルハピネス」創刊[6]。
- 2022年（令和4年）3月  - 女性向けマンガレーベル「comic LAKE」創刊[7]。
- 2023年（令和5年）1月  - マンガレーベル「comic HOWL」を創刊[8]。
- 2024年（令和6年）8月  - コーポレートロゴを事業拡大及びグローバルな展開を図るため一新[9]。

## 刊行物

### 雑誌
- 月刊コミックZERO-SUM - 一賽舎時代の2002年3月創刊。
- コミック百合姫 - 百合漫画雑誌。2005年7月創刊。2017年1月号（2016年11月発売）より隔月刊から月刊誌化。
- 月刊ComicREX - 2005年12月創刊。
- gateau（ガトー）

#### かつて発行していた雑誌
- 微熱王子
- コミックZERO-SUM増刊WARD - 2003年創刊。2015年休刊。
- コミック百合姫S - 『コミック百合姫』の姉妹誌。『コミック百合姫』に吸収され廃刊。
- わぁい! - 2014年休刊。
- Febri - 『キャラ☆メル』『キャラ☆メル Febri』を経て現・誌名に。2020年8月発売の62号で刊行終了
- THE IDOLM@STER MILLION LIVE! MAGAZINE Plus+ - 『THE IDOLM@STER MILLION LIVE! MAGAZINE』からリニューアル。
- まんが4コマぱれっと - 2006年9月25日『まんが4コマKINGSぱれっと』として創刊。2022年4月号で休刊。
  - まんがぱれっとLite - 『まんが4コマKINGSぱれっと』の姉妹誌。『まんが4コマぱれっと』に吸収され廃刊。
- Purizm - 2020年12月創刊。2022年10月発売の12号で刊行終了[10]

### WEBコミック
- ゼロサムオンライン
- 一迅プラス
- comic POOL - ピクシブと共同。
- comic LAKE
- ゆりひめ＠ピクシブ
- まんが4コマぱれっとonline - 2015年12月28日配信終了。
- ニコニコ百合姫 - 2016年10月17日配信終了。
- 一迅社モバイル（携帯電話向け電子コミック配信サイト。2007年8月より各キャリア向けに順次オープン[11]）

### 書籍

#### コミックス
- DNAメディアコミックス
- ZERO-SUMコミックス
- REXコミックス
- 百合姫コミックス
- gateauコミックス
- LOVEBITES - TL系。コミックシーモア先行配信
- カラフルハピネス - 韓国の縦スクロール電子コミックWebtoonの女性向け作品を中心に翻訳・ローカライズして出版するレーベル[12]
- ベビードールCOMICS
- comic HOWL
- comic LAKE
- 4コマKINGSぱれっとコミックス - 2023年1月に刊行休止。
- アニメコミック - 『プリキュアシリーズ』劇場版のフィルムコミック。2007年公開の『映画 Yes!プリキュア5 鏡の国のミラクル大冒険!』から、2014年公開の『映画 プリキュアオールスターズNewStage3 永遠のともだち』まで発売。

#### 小説
- 一迅社文庫アイリス
  - アイリスNEO
- 一迅社メリッサ
- 一迅社ノベルス
- ZERO‐SUM NOVELS
- 一迅社文庫 - 2016年12月に刊行休止。
- メゾン文庫 - 2020年8月に刊行休止。
- ロワ・ブラン - ロワ・ノベルズからリニューアル[13]。2018年3月に刊行休止。
- HOWLノベルス

## 不祥事
- 『コミック百合姫』で『ゆるゆり』を連載しているなもりの直筆サイン色紙プレゼント企画が、実施された2011年（平成23年）から当選者に発送されずに放置状態になっていたことが2013年8月に発覚[14]。他出版社が類似の不祥事を起こしたことが報道された際、それに触発されるような形で自発的に公表した[14]。
- 漫画『百合男子』において、著作権侵害となる他作品の剽窃や、コピーライトの表記ミスを行った[15][16]。『百合男子』は漫画おたくを主人公とした漫画であり、劇中には全編に渡って実在の漫画やアニメが実名で登場していたが、それに関する適切な著作権処理が行われていなかった。
- 『停電少女と羽蟲のオーケストラ』のノベライズ版第3巻について、2014年中に原稿の送付[17]とドラマCDの納品[18]をしているにもかかわらず、2016年になっても刊行が行われていないことが発覚[19]。その後、一迅社は作者に謝罪を行い、公式サイトに謝罪文を掲載した[19]。